# Josep Granyer
Josep Granyer i Giralt (Barcellona, 4 dicembre 1899 – Barcellona, 21 gennaio 1983) è stato uno scultore spagnolo.

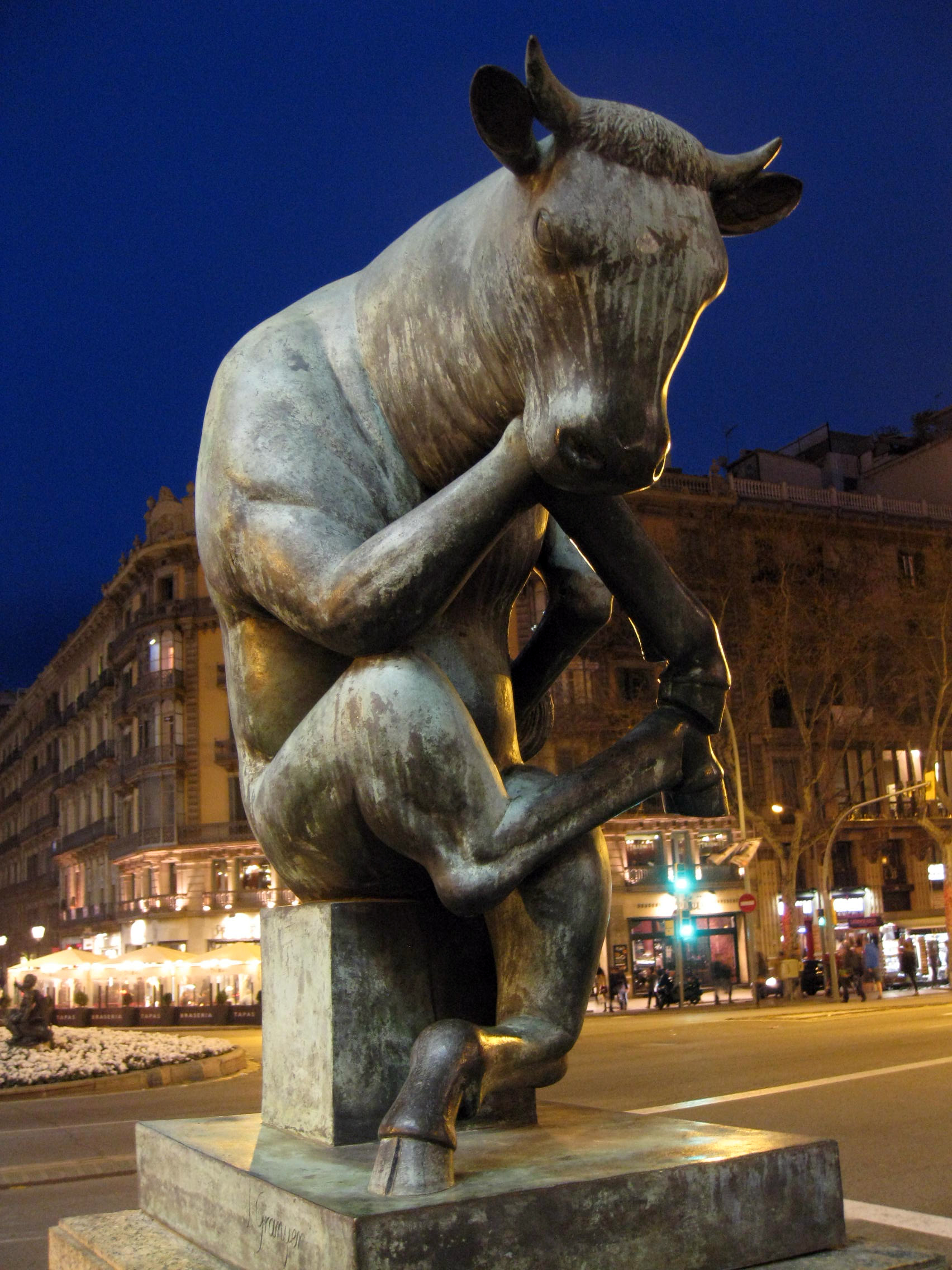
Toro pensant

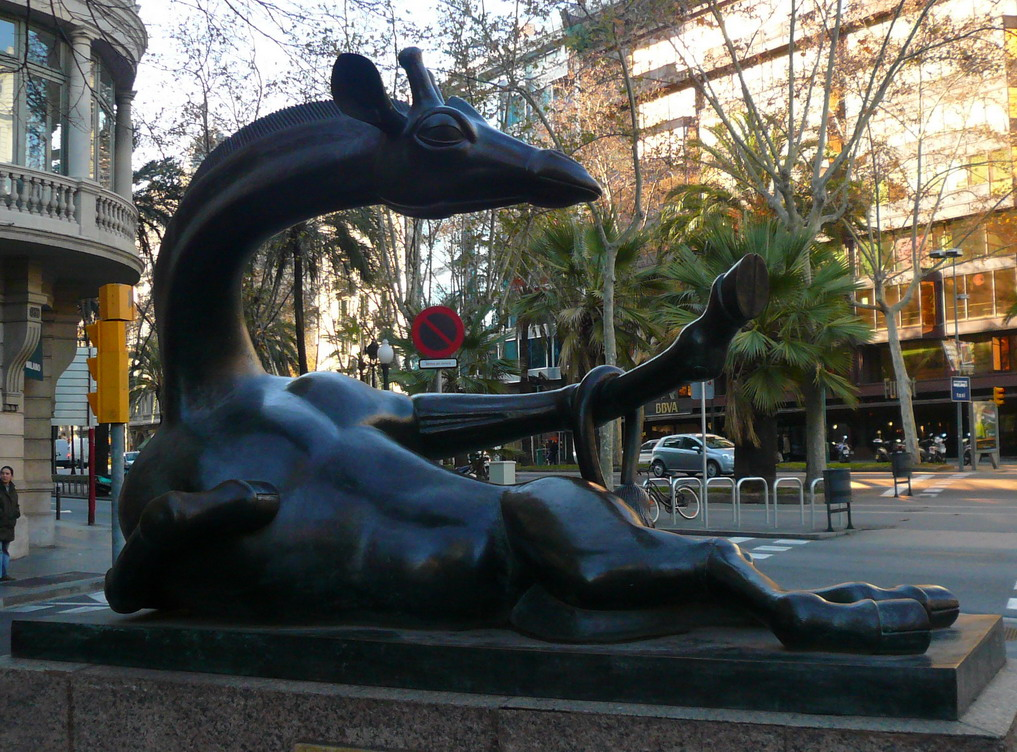
Girafa coqueta

Studiò alla Scuola delle Belle Arti di Barcellona e nel 1917 fondò il gruppo Els Evolucionistes, insieme a scultori come Josep Viladomat, Apel·les Fenosa e Joan Rebull, con i quali collaborò completando la sua formazione artistica.
Fu grande amico di Angel Ferrant e membro attivo dell'avanguardia del tempo, aderendo al manifesto del Grup d’Artistes Independents.
Alla fine della guerra civile, realizzò delle sculture nelle quali i soggetti animali compivano attività umane, come le due sculture che si trovano sulla Rambla de Catalunya di Barcellona: Toro pensant e Girafa coqueta.